# Tiên Ngoại
Tiên Ngoại là một xã thuộc thị xã Duy Tiên, tỉnh Hà Nam, Việt Nam.

## Địa lý
Xã Tiên Ngoại có diện tích 7,51 km², dân số năm 1999 là 4.583 người, mật độ dân số đạt 610 người/km².

## Hành chính
Xã Tiên Ngoại được chia thành 6 thôn: Minh Lương Nội, Trung Liêu, Thượng, Doãn, Yên Bảo, Yên Nội.